# The Village (serie televisiva)
The Village è una serie televisiva drammatica statunitense andata in onda nel 2019 sul canale NBC. La serie vede la partecipazione di Moran Atias, Michaela McManus, Frankie Faison, Jerod Haynes, Grace Van Dien, Warren Christie, Daren Kagasoff, Lorraine Toussaint e Dominic Chianese. È stata interrotta dopo la prima serie di 10 episodi
Il 7 maggio 2018 è stato annunciato che la NBC aveva iniziato la produzione di una nuova serie televisiva. È stato poi confermato che Minkie Spiro avrebbe diretto episodio pilota, che Jessica Rhoades sarebbe stata produttore esecutivo e che si sarebbe aggiunta la 6107 Productions a produttore la serie. Un paio di giorni dopo, è stato annunciato che la serie sarebbe stata presentata in anteprima nella primavera del 2019. Il 18 dicembre 2018 è stato annunciato che la serie sarebbe andata in onda il 12 marzo 2019. Il 6 febbraio 2019 è stato riferito che la prima puntata della serie sarebbe andata in onda sul canale NBC il 19 marzo 2019 e che l'episodio finale sarebbe stato trasmesso il 21 maggio 2019.